# Monaca
Monaca is een plaats (borough) in de Amerikaanse staat Pennsylvania, en valt bestuurlijk gezien onder Beaver County.

## Demografie
Bij de volkstelling in 2000 werd het aantal inwoners vastgesteld op 6286. In 2006 is het aantal inwoners door het United States Census Bureau geschat op 5886, een daling van 400 (-6,4%).

## Geografie
Volgens het United States Census Bureau beslaat de plaats een oppervlakte van 6,5 km², waarvan 5,4 km² land en 1,1 km² water.

## Plaatsen in de nabije omgeving
De onderstaande figuur toont nabijgelegen plaatsen in een straal van 4 km rond Monaca.